# EtherNet/IP
EtherNet/IPは、CIP (共通産業プロトコル) を標準Ethernetに適用した産業用ネットワークプロトコル。 米国の主要な産業用プロトコルの1つであり、製造、ハイブリッド、プロセス等、多様な産業で広く使われている。EtherNet/IPとCIPの両テクノロジーはODVAが管理している。ODVAは1995年に設立された企業連合で、300社以上の会員企業を擁しており、世界規模の取引と標準の発展・開発を行っている。
EtherNet/IPは、インターネットプロトコルスイートとIEEE 802プロジェクトというもっとも広範に使用されているEthernet標準を用いてトランスポート層、ネットワーク層、データリンク層、そして物理層の機能や特徴を定義している。CIPはオブジェクト指向デザインを用いてリアルタイム制御アプリケーションに必要なサービスとデバイスプロファイルをEtherNet/IPに提供し、多様な製品エコシステム全体での一貫したオートメーション機能の実装を推進している。さらに、Ethernet/IPはCIPのオブジェクトモデルフレームワークに対して、Ethernetの標準機能とサービスからUDP等の主要な要素を採用している。EtherNet/IPでは、UDPはI/Oメッセージの搬送に使用される。

## 歴史
EtherNet/IPの開発は、取引と標準の発展・開発を行う組織であるControlNet International, Ltd. (CI) の技術作業部会内で1990年代に始まった。EtherNet/IPを開発するため、ODVAとCIは2000年に共同技術協定 (JTA) を結んだ。2009年、JTAは終了し、EtherNet/IPはODVAとそのメンバーが単独で管理するようになった。今日、EtherNet/IPは、DeviceNet、ControlNet、そしてCompoNetと並んで、CIPを産業用ネットワークに適用した4大ネットワークの1つに数えられている。

## 技術的詳細
EtherNet/IPでは、Ethernetノードは特定の振る舞いを持つ所定のデバイスに分類される。これによって、特に以下のことが可能になる。
- UDPベースの暗黙のメッセージングを介した基本的なI/Oデータの転送
- TCPを介したパラメタ、セットポイント、プログラム、そしてレシピのアップロードとダウンロード (つまり明示的なメッセージング)
- UDPを介したポーリング監視、定期監視、そして状態変化監視
- IPを介した1対1 (ユニキャスト)、1対多 (マルチキャスト)、そして1対全 (ブロードキャスト) の通信
- EtherNet/IPでは、明示的なメッセージングにアンノウンTCPポート番号44818が、暗黙のメッセージングにUDPポート番号2222が使用される。

## オープンソースの実装
OpENer というポータブルなオープンソース (修正BSDライセンス)の実装が2009年に開始された。ソースコードはGitHubで入手可能。